# محمود عرفانی
محمود عرفانی (متولد ۱۳۱۶ در اردبیل) حقوقدان برجسته، استاد تمام دانشکدهٔ حقوق دانشگاه تهران، نویسنده، وکیل دادگستری، عضو کانون وکلای دادگستری، عضو کانون وکلای کانادا، استاد دانشگاه اتاوا (کانادا)، کارشناس رسمی ثبت شرکتها و اختراعات و علایم تجارتی، عضو آکادمی بین‌المللی حقوق تطبیقی از سال ۱۳۶۲، عضو انجمن بین‌المللی دوستداران حقوق فرانسه از سال ۱۳۷۶ تا کنون، عضو انستیتوی حقوق بین‌المللی فرانسه از سال ۱۳۷۰ می‌باشد. بیشتر کتاب‌های وی از منابع اصلی درسِ حقوق تجارت دانشجویان حقوق به‌شمار می‌رود.
به پاس خدمات ارزشمند ایشان مراسم تکریمی به همت بنیاد نخبگان استان اردبیل در سال ۱۳۹۹ به دلیل شیوع بیماری کرونا با حضور تعداد محدودی از مسئولان، اساتید دانشگاه، دانشجویان و مستعدین برتر برای ایشان برگزار شد.

## زندگی‌نامه
وی تحصیلات ابتدایی را در مدرسه انوری و متوسطه را در دبیرستان صفویه اردبیل به اتمام رسانید. پس از اخذ دیپلم در سال ۱۳۴۷ موفق به دریافت لیسانس در رشته حقوق دانشگاه تهران گردید. در سال ۱۳۴۹ جهت تحصیل کارشناسی ارشد حقوق به فرانسه اعزام و در سال ۱۳۵۲ از دانشگاه پاریس در رشته حقوق خصوصی و اسلامی فارغ‌التحصیل گردید. در سال ۱۳۵۵ موفق به اخذ دکتری حقوق در زمینه حقوق تجارت با مطالعه تطبیقی در حقوق فرانسه، آلمان، انگلیس و آمریکا گردید.

## آثار تألیفی
- حقوق تجارت بین‌المللی (۲ جلدی)." : انتشارات ماجد، ۱۳۷۳
- حقوق تجارت به زبان ساده.": میزان و ماجد، ۱۳۷۳
- حقوق تجارت (جلد دوم شرکتهای تجاری).": نشر میزان، ۱۳۸۱
- حقوق تجارت (جلد اول اعمال تجارتی - تجار - دفاتر - حمل و نقل مالکیت صنعتی (با تجدید نظر)).": نشر میزان، ۱۳۸۳[۷]
- حقوق تجارت (جلد چهارم ورشکستگی و تصفیه اموال).": نشر میزان، ۱۳۸۴
- حقوق تجارت (۵جلدی).": نشر میزان و ماجد، ۱۳۸۵
- طلاق در فرانسه و ایتالیا.": جنگل، ۱۳۸۵
- حقوق تطبیقی در نظامهای حقوقی معاصر.": جنگل، ۱۳۸۵
- حقوق تجارت به زبان ساده (تجدید نظر).": نشر میزان، ۱۳۸۵[۸][۹][۱۰][۱۱][۱۲]
- پایگاه برای مرکز اطلاعات علمی جهاد دانشگاهی[پیوند مرده]